# Anthony Pelissier
Pour les articles homonymes, voir Pelissier.
Anthony Pelissier (né le 27 juillet 1912 à Barnet, une ville de la banlieue résidentielle au nord de Londres, et mort le 2 avril 1988 à Eastbourne, une station balnéaire du Sussex de l'Est, sur la côte sud de l’Angleterre) est un acteur, producteur et réalisateur anglais. Il a une prédilection pour le théâtre de Noël Coward.

## Filmographie partielle

### Réalisateur
- 1949 : Mister Polly (en) (The History of Mr Polly)
- 1950 : The Rocking Horse Winner
- 1951 : Nuit sans étoiles (en) (Night Without Stars)
- 1951 : Encore (segment Winter Cruise)
- 1952 : Meet Me Tonight
- 1953 : Une affaire troublante (Personal Affair)
- 1954 : Meet Mr. Lucifer